# 青木恵斗
青木 恵斗（あおき けいと、2002年6月14日 - ）は、ジャパンラグビーリーグワンのトヨタヴェルブリッツに所属するラグビーユニオン選手。

## 略歴
小学校1年の時、藤沢ラグビースクール（神奈川県）でラグビーを始めた。
中学3年時に、プロップとして神奈川県スクール選抜に選ばれ、全国ジュニア・ラグビーフットボール大会で準優勝となる。
桐蔭学園高等学校（神奈川県）に進学し、高校2年時からロックとしてレギュラー出場。2019年度に桐蔭学園高校は「3冠」（全国高等学校選抜ラグビーフットボール大会、全国高等学校7人制ラグビーフットボール大会、全国高等学校ラグビーフットボール大会で優勝）を達成した。
2019年、U17日本代表に選出され、第27回日・韓・中ジュニア交流競技会に出場した。
高校3年時の花園（第100回全国高等学校ラグビーフットボール大会）では、優秀選手に選ばれた。
2021年、帝京大学に入学。2024年に帝京大学ラグビー部の主将に就任。2025年1月13日、全国大学ラグビーフットボール選手権大会で4連覇を果たした。
2025年1月17日、ジャパンラグビーリーグワンのトヨタヴェルブリッツへの入団を発表した。同年3月1日に行われたJAPAN RUGBY LEAGUE ONE第10節交流戦浦安D-Rocks戦にて途中出場でリーグワン公式戦初出場を果たした。同年3月、帝京大学卒業。